# Cristina Maragall i Garrigosa
Cristina Maragall i Garrigosa (Barcelona, 1967) és una activista social i arquitecta catalana. Actualment, i d'ençà de la mort de sa mare el 2020, és presidenta i portaveu de la Fundació Pasqual Maragall, dedicada a la recerca científica de la malaltia d'Alzheimer, entitat que es va crear a l'abril del 2008 després de diagnosticar-li la malaltia al seu pare, Pasqual Maragall.

## Família
Cristina Maragall és la filla gran de Pasqual Maragall, 127è President de la Generalitat de Catalunya, i de l'economista Diana Garrigosa, neta de Jordi Maragall i Noble i besneta del poeta Joan Maragall i de Clara Noble.
És neboda d'Ernest Maragall i Mira, Pau Malvido i Jordi Maragall i Mira, besneboda d'Ernest Maragall i Noble, Joan-Anton Maragall i Noble i Helena Maragall i neboda valenciana de Joan-Anton Maragall i Garriga i de Julio Maragall.